# Neubois
Neubois é uma comuna francesa na região administrativa de Grande Leste, no departamento Baixo Reno. Estende-se por uma área de 11,53 km². Em 2010 a comuna tinha 703 habitantes (densidade: 61 hab./km²).